# 89 Julia
(89) Julia is een grote hoofdgordel-planetoïde. Het werd ontdekt door de Franse astronoom Édouard Stephan op 6 augustus 1866. Het was voor Édouard Stephan de eerste van de twee planetoïdes die hij ontdekte, de andere was (91) Aegina.